# Wisseler See
Der Wisseler See ist ein künstlich angelegter Badesee auf dem Gebiet des Kalkarer Stadtteils Wissel im Kreis Kleve in Nordrhein-Westfalen.
Ursprünglich durch Kiesbaggerei entstanden, ist der Wisseler See heute vor allem ein gut besuchtes Strandbad. Die Wasserqualität wird konstant als ausgezeichnet eingestuft, sodass dem See 1990 als erstes deutsches Binnengewässer das Umweltsymbol der Europäischen Union, die Blaue Europaflagge, verliehen wurde.

## Freizeit
Am Rande des Sees liegen ein feiner Sandstrand und mehrere Liegewiesen. Außerdem bietet das Strandbad eine Segel-, Surf- und Tauchschule, einen Boots- und Surfbrettverleih, eine Großwasserrutsche, mehrere Spielplätze, Beach-Volleyball-Felder, einen Fußballplatz, einen Kiosk und einen Imbiss. Für die Badeaufsicht sind die DLRG-Ortsgruppen aus Kleve und Goch verantwortlich. 
Weiterhin können die Besucher des Sees auf dem direkt am See liegenden Campingplatz mit 900 Stellplätzen nächtigen; ein Ferienhausgebiet ist in der Entwicklung.